# Dysdera romantica
Dysdera neocretica es una especie de arañas araneomorfas de la familia Dysderidae.

## Distribución geográfica
Es endémica de las islas de Quíos, Lesbos y Samos (Grecia).